# Classement FICP 1992
Navigation
Édition précédente Édition suivante
Le classement FICP 1992 est le classement établi par la Fédération internationale du cyclisme professionnel (FICP) pour désigner le meilleur cycliste sur route professionnel de la saison 1992. L'Espagnol Miguel Indurain remporte le classement.

## Classement
| Classement | Coureur            | Points  |
| ---------- | ------------------ | ------- |
| 1          | Miguel Indurain    | 2539,47 |
| 2          | Tony Rominger      | 1608,60 |
| 3          | Claudio Chiappucci | 1607,60 |
| 4          | Gianni Bugno       | 1521,60 |
| 5          | Olaf Ludwig        | 1248,40 |
| 6          | Franco Chioccioli  | 1082,60 |
| 7          | Johan Museeuw      | 1082,20 |
| 8          | Laurent Jalabert   | 981,60  |
| 9          | Alex Zülle         | 957,75  |